# Je m'appelle Victor
Pour plus de détails, voir Fiche technique et Distribution.
Je m'appelle Victor est un film franco-belgo-allemand réalisé par Guy Jacques en 1992 et sorti le 18 août 1993.

## Synopsis
Un préado amoureux d'une adolescente plus âgée tente de la séduire en se faisant passer pour la réincarnation de l'amant de sa grand-tante, qui vit recluse et oubliée, dont il utilise les souvenirs.

## Fiche technique
- Réalisation : Guy Jacques
- Pays de production :  Belgique,  France,  Allemagne
- Genre : comédie dramatique
- Durée : 1h42
- Année de production : 1992
- Date de sortie : 18 août 1993

## Distribution
- Jeanne Moreau
- Micheline Presle
- Dominique Pinon
- Julien Guiomar